# Astragalus apiculatus
Astragalus apiculatus är en ärtväxtart som beskrevs av Nikolai Fedorovich Gontscharow. Astragalus apiculatus ingår i släktet vedlar, och familjen ärtväxter. Inga underarter finns listade i Catalogue of Life.